# Hurrikan Allen
Der Hurrikan Allen war der stärkste Hurrikan der atlantischen Hurrikan-Saison 1980 und einer der stärksten Hurrikane überhaupt seit Beginn der Wetteraufzeichnungen (mit Windspitzen von bis zu 305 km/h). Außerdem war er einer von nur wenigen atlantischen Wirbelstürmen, die an drei verschiedenen Stellen die Stufe 5 auf der Saffir-Simpson-Hurrikan-Windskala erreichten, die anderen waren Hurrikan Ivan und Hurrikan Isabel. Bei Allen trat auch der bis dato zweitniedrigst gemessene Luftdruck von 899 hPa auf, kurz hinter dem Labor-Day-Hurrikan von 1935 (892 hPa). Besonders interessant ist, dass Allen während seines Zugs durch die karibische See und den Golf von Mexiko niemals mit dem Zentrum seiner Zirkulation direkt über Land hinweg zog.

## Verlauf
Die Sturmfront, die sich später zum Hurrikan formieren sollte, hatte ihren Ursprung über den Kapverdischen Inseln, einer Seltenheit für tropische Systeme Anfang August. Während des Zugs durch die Karibik wurde das System zum ersten benannten Sturm der Saison und intensivierte sich auf Weg nach Westen rasch zu einem Hurrikan der höchsten Kategorie 5.
Nach kurzer Abschwächung verstärkte sich Allen erneut auf Stufe 5. Dieser mächtige Wirbelsturm streifte Haiti mit Stufe 4 und verursachte auch auf Jamaika große Schäden.
Durch den Einfluss der gebirgigen Landschaft auf Jamaika und Haiti verlor Allen etwas an Kraft und schwächte sich auf Stufe 3 ab. Durch seine enorme Ausdehnung sorgte Allen auch auf der Inselkette der Florida Keys noch für orkanartige Winde. Über dem warmen Wasser des Golfs von Mexiko verstärkte sich Allen zum dritten Mal auf die höchste Stufe 5. Trockene Höhenluft verursachte in der Folge eine deutliche Abschwächung des mächtigen Sturms, bevor er nördlich von Brownville, Texas auf das amerikanische Festland traf. Dabei traten erstaunlicherweise nur noch Windgeschwindigkeiten von 185 km/h auf. Allen richtete in den USA nur begrenzten Schaden an, da er sich abgeschwächt hatte und die mitgeführte Sturmflut größtenteils spärlich besiedelte Küstengebiete traf. Die Sturmflut hatte in Port Mansfield (Texas) eine Höhe von 3,7 m, wobei in unbewohnten Gebieten durchaus höhere Werte aufgetreten sein könnten. Eine Spitzenböe von 209 km/h wurde ebenfalls in Port Mansfield registriert. Dem Hurrikan fielen in Texas sieben und in Louisiana 17 Menschen zum Opfer (die meisten Opfer beim Absturz eines Hubschraubers, der Arbeiter von einer Offshore-Ölplattform evakuieren sollte).
Durch Allen wurden in Texas mehrere Tornados ausgelöst. Einer von diesen verursachte ca. 100 Mio. $ Schaden, als er Austin direkt traf. Dadurch ist dies bisher der teuerste Tornado, der durch einen Hurrikan ausgelöst wurde.
Eine gute Seite hatte Allens Ankunft dennoch: Durch die mitgeführten Niederschläge von 200 – 250 mm wurde eine lang andauernde Dürre, verursacht durch die Hitzewelle von 1980, beendet.

## Namensvergabe
Der Name Allen wurde im Frühjahr 1981 von der Liste der Namen tropischer Wirbelstürme gestrichen und durch Andrew ersetzt.